# ICarly (trilha sonora)
iCarly (também conhecido como iCarly: Music From and Inspired by the Hit TV Show ou iCarly: Trilha sonora da série de TV no Brasil) é um álbum de trilha sonora da série com mesmo nome, sendo também o primeiro trabalho como cantora de Miranda Cosgrove. O álbum, lançado originalmente em 10 de junho de 2008 foi ainda relançado em versão deluxe fan pack, retirando dois singles oficiais lançados pela cantora.

## Produção e lançamento
Lançado originalmente em 10 de junho de 2008 é a estreia musical da até então atriz Miranda Cosgrove que, ao lança-lo, estreou como cantora e compositora, sendo seu trabalho de estréia. O álbum traz quatro canções da cantora, sendo o restante canções de outros artistas como "Girlfriend" de
Avril Lavigne, "Thunder" de Boys Like Girls,  "Beautiful Girls" de Sean Kingston, dentre outros. O álbum foi relançado em versão deluxe fan pack em 28 de setembro de 2008, contendo duas novas canções, um remix de Miranda Cosgrove e diálogos dos personagens da série entre uma canção e outra fazendo algum tipo de ligação.
A trilha sonora de iCarly alcançou a posições vinte e oito na Billboard 200, vendendo em sua semana de estreia 20 mil cópias. O álbum ainda alcançou a primeira posição na Billboard Kids Albums e a segunda na Billboard Soundtrack, para trilhas sonoras, vendendo ao todo 175 mil cópias. Em 2010 o álbum foi colocado para download no site oficial de Miranda Cosgrove.

## Singles
- "Leave It All to Me": primeiro single do álbum, lançado em 18 de dezembro de 2007. A canção interpretada por Miranda Cosgrove conta com a participação nos vocais e guitarra de Drake Bell, cantor e ator com quem a cantora havia trabalhado anteriormente na série Drake & Josh. A canção alcançou a posição número cem na Billboard Hot 100, nos Estados Unidos, além da oitenta e três nA Billboard Pop Songs.[6]

- "Stay My Baby": segundo single do álbum, lançado em 4 de agosto de 2008. A canção é uma releitura do sucesso da cantora sueca Amy Diamond, lançado originalmente em 2007 quando alcançou o primeiro lugar na Sweden Hot 100. O single alcançou apenas a posição quarenta no Chile.[7]

### Outros singles
- "Headphones On": a canção foi colocada para download livre em 2 de dezembro de 2008, como parte da trilha sonora da série de videogames Rock Band.[8]

## Faixas
| Versão padrão  |                                                      |                     |         |  |
| N.º            | Título                                               | Artista             | Duração |  |
| 1.             | "Leave It All to Me" (featuring. Drake Bell)         | Miranda Cosgrove    | 2:41    |  |
| 2.             | "Stay My Baby"                                       | Miranda Cosgrove    | 3:05    |  |
| 3.             | "Headphones On"                                      | Miranda Cosgrove    | 3:03    |  |
| 4.             | "Beautiful Girls (Nickelodeon Mix)"                  | Sean Kingston       | 3:43    |  |
| 5.             | "Dance Floor Anthem (I Don't Want to Be in Love)"    | Good Charlotte      | 4:04    |  |
| 6.             | "I Like That Girl"                                   | Leon Thomas III     | 3:02    |  |
| 7.             | "Girlfriend (Nickelodeon Mix)" (featuring Lil' Mama) | Avril Lavigne       | 3:05    |  |
| 8.             | "Freckles"                                           | Natasha Bedingfield | 3:45    |  |
| 9.             | "Face In The Hall"                                   | Naked Brothers Band | 3:20    |  |
| 10.            | "Lets Hear It For The Boy"                           | The Stunners        | 3:00    |  |
| 11.            | "Thunder"                                            | Boys Like Girls     | 3:56    |  |
| 12.            | "Move"                                               | Menudo              | 3:31    |  |
| 13.            | "I'm Grown" (featuring Bow Wow)                      | Tiffany Evans       | 3:35    |  |
| Duração total: | Duração total:                                       | Duração total:      | 61:12   |  |

| Versão Deluxe  |                                                              |                  |         |  |
| N.º            | Título                                                       | Artista          | Duração |  |
| 14.            | "Leave It All To Me (Jason Nevins Remix)" (feat. Drake Bell) | Miranda Cosgrove | 3:56    |  |
| 15.            | "Whatever My Love"                                           | Austin Butler    | 3:28    |  |
| 16.            | "Take Me Back"                                               | Backhouse Mike   | 3:35    |  |
| Duração total: | Duração total:                                               | Duração total:   | 75:05   |  |

| Edição Deluxe Fan Pack |                                                              |                     |         |  |
| N.º                    | Título                                                       | Artista             | Duração |  |
| 1.                     | "The Countdown"                                              | iCarly Cast Dialog  | 0:14    |  |
| 2.                     | "Leave It All To Me" (feat. Drake Bell)                      | Miranda Cosgrove    | 2:41    |  |
| 3.                     | "What’s Next Baby?"                                          | iCarly Cast Dialog  | 0:10    |  |
| 4.                     | "Stay My Baby"                                               | Miranda Cosgrove    | 3:05    |  |
| 5.                     | "About Me"                                                   | iCarly Cast Dialog  | 0:07    |  |
| 6.                     | "About You Know"                                             | Miranda Cosgrove    | 3:10    |  |
| 7.                     | "Build-A-Bra"                                                | iCarly Cast Dialog  | 0:10    |  |
| 8.                     | "Beautiful Girls (Nickelodeon Mix)"                          | Sean Kingston       | 3:43    |  |
| 9.                     | "Sam’s Second Toe"                                           | iCarly Cast Dialog  | 0:20    |  |
| 10.                    | "Dance Floor Anthem (I Don't Want to Be in Love)"            | Good Charlotte      | 4:04    |  |
| 11.                    | "Locked In The Closet"                                       | iCarly Cast Dialog  | 0:19    |  |
| 12.                    | "I Like That Girl"                                           | Leon Thomas III     | 3:02    |  |
| 13.                    | "We Hated Your Girlfriend"                                   | iCarly Cast Dialog  | 0:14    |  |
| 14.                    | "Girlfriend (Nickelodeon Mix)" (feat. Lil' Mama)             | Avril Lavigne       | 3:05    |  |
| 15.                    | "Blueberry Belly Button"                                     | iCarly Cast Dialog  | 0:11    |  |
| 16.                    | "Freckles"                                                   | Natasha Bedingfield | 3:45    |  |
| 17.                    | "Gas Station Snacks"                                         | iCarly Cast Dialog  | 0:19    |  |
| 18.                    | "Face In The Hall"                                           | Naked Brothers Band | 3:20    |  |
| 19.                    | "You Can’t Do That!"                                         | iCarly Cast Dialog  | 0:19    |  |
| 20.                    | "Lets Hear It For The Boy"                                   | The Stunners        | 3:00    |  |
| 21.                    | "Ten Things Boys Like"                                       | iCarly Cast Dialog  | 0:17    |  |
| 22.                    | "Thunder"                                                    | Boys Like Girls     | 3:56    |  |
| 23.                    | "Headphones Are Huge"                                        | iCarly Cast Dialog  | 0:26    |  |
| 24.                    | "Headphones On"                                              | Miranda Cosgrove    | 3:03    |  |
| 25.                    | "Suckish Improv Game"                                        | iCarly Cast Dialog  | 0:28    |  |
| 26.                    | "Move"                                                       | Menudo              | 3:31    |  |
| 27.                    | "World’s Fattest Priest"                                     | iCarly Cast Dialog  | 0:21    |  |
| 28.                    | "I'm Grown" (feat. Bow Wow)                                  | Tiffany Evans       | 3:35    |  |
| 29.                    | "The New Way"                                                | iCarly Cast Dialog  | 0:15    |  |
| 30.                    | "Leave It All To Me (Jason Nevins Remix)" (feat. Drake Bell) | Miranda Cosgrove    | 3:56    |  |
| 31.                    | "So Hot It Hurts Me"                                         | iCarly Cast Dialog  | 0:15    |  |
| 32.                    | "Whatever My Love"                                           | Austin Butler       | 3:28    |  |
| 33.                    | "Their Music Is Soooo Good"                                  | iCarly Cast Dialog  | 0:14    |  |
| 34.                    | "Take Me Back"                                               | Backhouse Mike      | 3:35    |  |
| 35.                    | "Back To One"                                                | iCarly Cast Dialog  | 0:09    |  |
| Duração total:         | Duração total:                                               | Duração total:      | 15:47   |  |

## Desempenho nas tabelas

### Posições
| Paradas (2008)                             | Posições |
| ------------------------------------------ | -------- |
| Estados Unidos - Billboard 200             | 28       |
| Estados Unidos - Billboard Kid Albums      | 1        |
| Estados Unidos - Billboard Top Soundtracks | 2        |

| País / Certificadora | Vendas  |
| -------------------- | ------- |
| Estados Unidos RIAA  | 175,000 |

## Histórico de lançamento
| País           | Data                   | Formato                                                     | Gravadora                              |
| -------------- | ---------------------- | ----------------------------------------------------------- | -------------------------------------- |
| Estados Unidos | 10 de junho de 2008    | Standard edition, download digital                          | Nickelodeon Records / Columbia Records |
| Canadá         | 10 de junho de 2008    | Standard edition, download digital                          | Nickelodeon Records / Columbia Records |
| Estados Unidos | 28 de setembro de 2008 | Deluxe Fan Pack Edition                                     | Nickelodeon Records / Columbia Records |
| Canadá         | 28 de setembro de 2008 | Deluxe Fan Pack Edition                                     | Nickelodeon Records / Columbia Records |
| Reino Unido    | 2 de outubro de 2008   | Standard edition, Deluxe Fan Pack Edition, download digital | Nickelodeon Records / Columbia Records |